# Edward Tarała

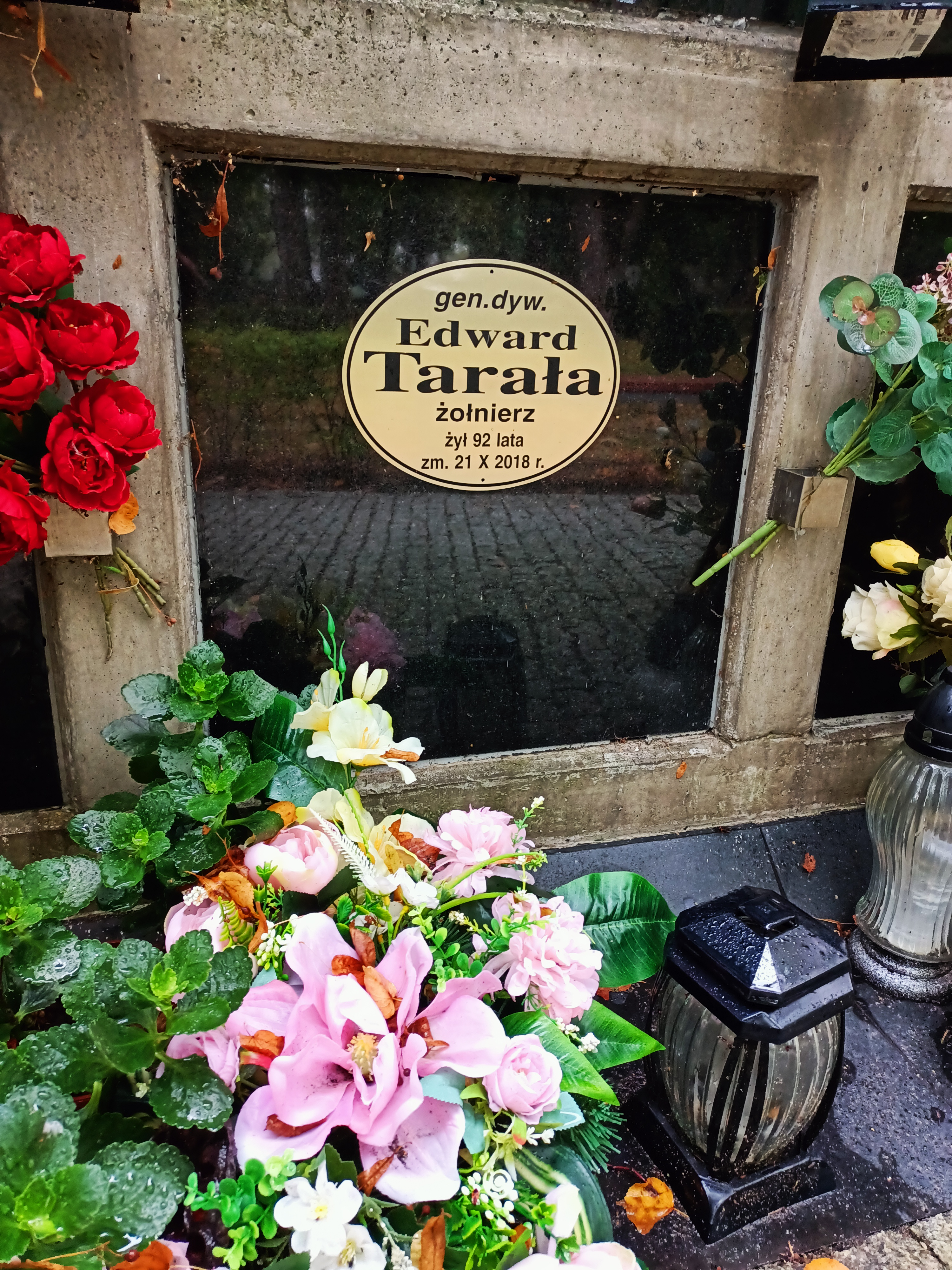
Grób Edwarda Tarały na cmentarzu Wojskowym na Powązkach

Edward Władysław Tarała (ur. 30 maja 1926 w Stryju, zm. 21 października 2018 w Warszawie) – polski wojskowy, generał dywizji LWP.

## Życiorys
Syn Stanisława i Zofii z domu Wszołek. W latach 1939–1944 uczył się w szkole zawodowej w Stryju, jednocześnie pracował w warsztatach kolejowych. W sierpniu 1944 wstąpił do ludowego WP w Lublinie i został skierowany do 9 zapasowego pułku piechoty w Majdanku. W grudniu 1944 skończył Oficerską Szkołę Piechoty nr 2 w Lublinie i został promowany do stopnia podporucznika w korpusie oficerów piechoty. W styczniu 1945 został dowódcą plutonu ckm w 36 pułku piechoty 8 Dywizji Piechoty 2 Armii WP. Brał udział w walkach o Ziemie Odzyskane, ranny nad Nysą w kwietniu 1945.
Po wojnie jako dowódca kompanii, adiutant batalionu i dowódca pułkowej szkoły podoficerskiej walczył z oddziałami UPA w Bieszczadach. W 1947 ukończył Kurs Oficerów Sztabu Wielkich Jednostek w Centrum Wyszkolenia Piechoty w Rembertowie. Po ukończeniu kursu rozpoczął służbę w Wojskach Ochrony Pogranicza na stanowisku zastępcy komendanta 20. odcinka do spraw wywiadu 12 Oddziału WOP w Gdańsku. W latach 1948–1950 kierował referatem w sztabie 12 Brygady Ochrony Pogranicza w Gdańsku. W 1949 zdał maturę w Gdańsku. Od 1950 służył w Dowództwie WOP, gdzie był kolejno kierownikiem referatu, kierownikiem sekcji, starszym pomocnikiem szefa wydziału, szefem wydziału i szefem Zarządu. W latach 1954–1956 był przewodniczącym Rady Młodzieżowej WOP.
W latach 1956–1961 studiował na Wydziale Pedagogicznym Wojskowej Akademii Politycznej im. F. Dzierżyńskiego w Warszawie uzyskując dyplom magistra pedagogiki, po czym został szefem oddziału organizacyjnego w Zarządzie Politycznym Dowództwa WOP. Po przejściu WOP w podporządkowanie Ministerstwa Obrony Narodowej był w latach 1966–1968 szefem oddziału w Zarządzie Politycznym Wojsk Wewnętrznych Głównego Inspektoratu Obrony Terytorialnej. Od 1968 zastępca szefa WOP ds. zwiadu. Po ponownym przejściu WOP w podporządkowanie Ministerstwa Spraw Wewnętrznych we wrześniu 1971 został zastępcą dowódcy WOP do spraw zwiadu. Był wieloletnim zastępcą gen. Czesława Stopińskiego. Na mocy uchwały Rady Państwa PRL z 5 października 1978 otrzymał nominację na stopień generała brygady; nominację wręczył mu w Belwederze 11 października 1978 przewodniczący Rady Państwa prof. Henryk Jabłoński. W latach 1981–1987 dyrektor generalny w MSW, równolegle od listopada 1981 do listopada 1983 szef Służby Polityczno-Wychowawczej MSW, a od listopada 1983 do listopada 1989 szef Wojsk MSW. Na mocy uchwały Rady Państwa PRL z 3 października 1986 otrzymał nominację na stopień generała dywizji; nominację wręczył mu w Belwederze przewodniczący Rady Państwa PRL gen. armii Wojciech Jaruzelski.
Po rozformowaniu 21 listopada 1989 Szefostwa Wojsk MSW przeszedł do dyspozycji ministra spraw wewnętrznych, a 16 marca 1990 zakończył zawodową służbę wojskową i przeszedł w stan spoczynku.
Był członkiem PPR i PZPR, wielokrotnie wybierany do instancji partyjnych PZPR w WOP. Był delegatem na IX Nadzwyczajny Zjazd PZPR w lipcu 1981 oraz współorganizatorem Klubu Byłych Żołnierzy I i II Armii Wojska Polskiego.
Pochowany został w kolumbarium urnowym na Cmentarzu Wojskowym na Powązkach (kwatera: A III KOL rząd: 1, grób: 31). Data pogrzebu nie była podana do publicznej wiadomości i odbył się on bez udziału asysty wojskowej.

## Życie prywatne
Mieszkał w Warszawie. Był żonaty, miał jedną córkę.

## Odznaczenia
- Order Sztandaru Pracy II klasy (1984)[5]
- Krzyż Komandorski Orderu Odrodzenia Polski (1978)[5]
- Krzyż Oficerski Orderu Odrodzenia Polski (1971)[5]
- Krzyż Kawalerski Orderu Odrodzenia Polski (1963)[5]
- Krzyż Walecznych (1945)
- Złoty Krzyż Zasługi (1958)[5]
- Srebrny Krzyż Zasługi[5]
- Medal 10-lecia Polski Ludowej (1954)
- Medal 30-lecia Polski Ludowej (1974)
- Medal 40-lecia Polski Ludowej (1984)
- Złoty Medal „Siły Zbrojne w Służbie Ojczyzny”
- Złoty Medal „Za zasługi dla obronności kraju”
- Złota Odznaka „Za Zasługi w Ochronie Porządku Publicznego”
- Order Czerwonej Gwiazdy (ZSRR)[5]
- Medal „Za zwycięstwo nad Niemcami w Wielkiej Wojnie Ojczyźnianej 1941–1945” (ZSRR)[5]

I inne medale pamiątkowe i resortowe.